# Billie Joe Armstrong
Billie Joe Armstrong (Oakland, 17 de fevereiro de 1972) é um cantor, compositor, músico, ator e multi-instrumentista americano. É mais conhecido como o vocalista, guitarrista e compositor da banda de rock Green Day, que Armstrong cofundou com Mike Dirnt. Armstrong também é guitarrista e vocalista da banda de punk rock Pinhead Gunpowder e fornece vocais para projetos paralelos do Green Day como Foxboro Hot Tubs, The Network e The Longshot.
Criado em Rodeo, Califórnia, Armstrong desenvolveu interesse na música quando ainda era muito jovem, e gravou sua primeira música com cinco anos de idade. Ele conheceu Mike Dirnt enquanto frequentava a escola primária, e os dois ligados instantaneamente sobre o interesse mútuo em música, formando a banda The Sweet Children, quando os dois tinham 15 anos de idade. A banda mudou seu nome para Green Day, e viria a alcançar o sucesso comercial massivo. Armstrong também tem buscado projetos musicais fora do Green Day, incluindo inúmeras colaborações com outros músicos, além de se dedicar ao desenho.
Em 1997, para coincidir com o lançamento do Nimrod, Armstrong fundou Adeline Records, em Oakland para ajudar a apoiar outras bandas lançando músicas de bandas como The Frustrators, AFI e Dillinger Four. A gravadora, desde então, vem sob a gestão de Pat Magnarella e agora está sediada em San Diego.
Em 2015, foi eleito o 93° maior compositor de todos os tempos pela Rolling Stone.

## Biografia

### Infância
Aprendeu a tocar piano com cinco anos de idade apesar de querer aprender a tocar guitarra antes.
Quando criança, Billie costumava cantar nos hospitais para animar os pacientes. Também gravou a canção "Look For Love" (sua primeira) para uma gravadora local Fiat Records quando tinha cinco anos de idade, e ficaram "muito impressionados com sua voz e seu carisma".
Com dez anos, ganhou sua primeira guitarra de sua mãe, guitarra esta que ele chamou de Blue, tem até hoje e guarda várias réplicas. No mesmo ano, seu pai morre de câncer. Foi uma grande perda para a família, e sua mãe passou a ter dois empregos para sustentá-lo.

### O início com o Green Day
Billie e Mike se conheceram na escola , e discutiram muito sobre compor músicas. Billie Joe chegou a trabalhar como entregador de pizza e limpador de piscinas.
Ainda com seus quinze anos, Billie e Mike Dirnt formaram uma banda com o baterista Al Sobrante, The Sweet Children. Fizeram muito sucesso pelas redondezas fazendo pequenos concertos.
Em 1989, a banda mudou seu nome para Green Day e começou a sua primeira turnê. Ainda em sua primeira turnê Billie conheceu a sua atual esposa e mãe de seus filhos.
Por volta de 1991, quando o primeiro CD da banda já havia sido lançado, Al Sobrante saiu para terminar os estudos, e seu professor de bateria, Frank (Tré Cool), ocupou seu lugar, um pouco antes do Kerplunk, o segundo álbum da banda a ser lançado.
Já em turnê com o Green Day, Billie conheceu Adrienne Nesser nos concertos por todo o mundo. Pediu o telefone de Billie para manter contatos de como adquirir as fitas da banda, e nisso foram se falando e começaram a namorar. Mas Adrienne era de outro estado (Minnesota), tanto é que no álbum Kerplunk, Billie escreveu a canção "2000 Light Years Away", que fala sobre estar distante de Adrienne. Em 1994 eles se casaram, e após a cerimônia, que durou apenas cinco minutos, tomaram cerveja para acalmar os nervos. Em 1995, Billie e Adrienne tiveram seu primeiro filho, Joseph Marciano Armstrong (mais conhecido como Joey) um dos fundadores da banda SWMRS, nascido em fevereiro, e em setembro de 1998 nasce o segundo, Jakob Danger Armstrong.
Billie é fundador e sócio parcial da gravadora Adeline Records, que fica em Berkeley. Ele possui uma banda paralela, na qual é vocalista e guitarrista, chamada Pinhead Gunpowder, em que toca até hoje. Em 2007, fundou a banda Foxboro Hot Tubs, que tem como alguns dos integrantes Mike Dirnt, Tré Cool e Jason White. Em maio, eles lançaram um CD e já estão em turnê pela East Bay. Além de ser vocalista e guitarrista, também sabe tocar gaita, bandolim, bateria, piano,saxofone e contra-baixo.

## Vida pessoal

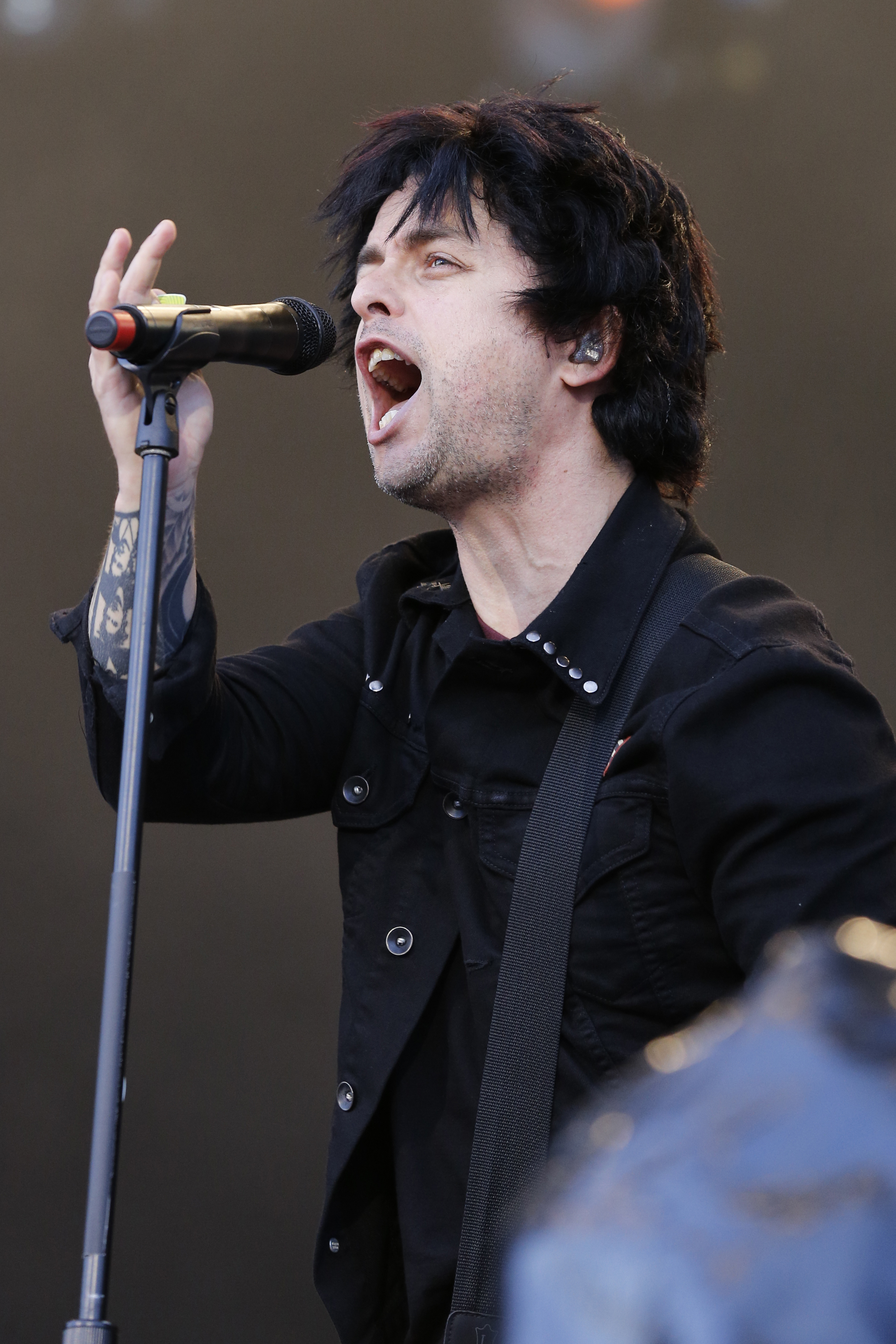
Armstrong em 2013

Em 1991, Billie conheceu Adrienne Nesser num dos concertos de Green Day durante a sua primeira turnê em Mankato, Minnesota. Se apaixonou por ela e passaram a se comunicar por telefone e por cartas durante um ano. Billie escreveu a música "2,000 Light Years Away" para ela, em 1992, após o primeiro beijo deles. Pedia frequentemente para a banda fazer shows na cidade dela, para que ele a visse novamente. Pedindo para ela se mudar para sua cidade para que se casassem. Casou com Adrienne no dia 2 de Julho de 1994. Dois dias após a cerimónia de casamento, Adrienne descobre que está grávida. Têm dois filhos: o primeiro Joseph 'Joey' Armstrong que nasceu em 28 de Fevereiro de 1995 e o segundo Jakob Danger Armstrong que nasceu no dia 12 de Setembro de 1998. Adrienne é fundadora da produtora Adeline Records juntamente com Armstrong.
Armstrong é assumidamente bissexual, dizendo em uma entrevista de 1995 ao The Advocate: "Acho que sempre fui bissexual. Quer dizer, é algo em que sempre me interessei. Eu acho que as pessoas nascem bissexuais, porém nossos pais e a sociedade meio que nos desviam para esse sentimento de 'Oh, eu não posso'. Eles dizem que é um tabu. Está arraigado em nossas cabeças que é mau, quando não é mau de forma alguma. É uma coisa muito bonita".
Billie também sempre escreve músicas para sua amada, "When It's Time" é uma, e a música "Church on Sunday" ele escreveu para Adrienne em 1999.
Seu trisavô, Pietro Marsicano foi um importante músico da cidade de Viggiano. Por essa razão, Billie recebeu o título de cidadão honorário da cidade em junho de 2018 pelo prefeito Amedeo Cicala.

## Discografia

### Green Day
- 39/Smooth (1990) -- Vocalista, Guitarra
- Kerplunk! (1992) -- Vocalista, Guitarra, Bateria na música "Dominated Love Slave"
- Dookie (1994) -- Vocalista, Guitarra, Percussão na música "All By Myself (hidden track)"
- Insomniac (1995) -- Vocalista, Guitarra
- Nimrod (1997) -- Vocalista, Guitarra, Harmónica
- Warning (2000) -- Vocalista, Bandolim, Guitarra, Harmónica na música "Minority"
- International Superhits! (2001) -- Vocalista, Guitarra
- Shenanigans (2002) -- Vocalista, Guitarra, Harmónica
- American Idiot (2004) -- Vocalista, Guitarra, Harmónica e Piano
- Bullet in a Bible (2005) -- Vocalista, Guitarra, Harmónica
- 21st Century Breakdown (2009) -- Vocalista, Guitarra, Piano
- Awesome as Fuck (2011) -- Vocalista e Guitarra
- ¡Uno! (2012) -- Vocalista e Guitarra
- ¡Dos! (2012) -- Vocalista e Guitarra
- ¡Tré! (2012) -- Vocalista, Guitarra e Piano
- Revolution Radio (2016) -- Vocalista e Guitarra
- Father of All Motherfuckers (2020) - Vocalista e Guitarra
- Saviors (2024) - Vocalista e Guitarra

### Pinhead Gunpowder
Vocalista e Guitarra em todas as músicas
- Jump Salty (1995)
- Carry the Banner (1995)
- Goodbye Ellston Avenue (1997)
- Shoot the Moon EP (1999)
- Compulsive Disclosure (2003)
- West Side Highway 7" EP (2008)

### The Network
- Money Money 2020 (2003) -- Vocalista, Guitarra

### Foxboro Hot Tubs
- Stop Drop and Roll (2009) -- Vocalista[8]

### Com Norah Jones
- Foreverly (2013)

### Aparência em outras mídias[9]
- King of the Hill (série de TV, 1997) – Face
- Haunted (série de TV, 2002) – Irv Kratser (cameo)
- Riding in Vans with Boys (filme, 2003) – himself
- Live Freaky! (filme, 2006) – "Charles Hanson"
- Tony Hawk's American Wasteland (videogame, 2006) – himself
- The Simpsons Movie (filme, 2007) – himself
- Heart Like a Hand Grenade (filme, 2008) – himself
- Green Day: Rock Band (videogame, 2010) – himself (singing voice, archive footage, and virtual likeness/avatar)
- American Idiot (musical, 2010, 2011) – St. Jimmy
- One Nine Nine Four (filme, 2012) - himself
- Nurse Jackie (série de TV, 2012) - Jackie's Pickup
- The Voice (série de TV, 2012) - himself (Mentor de Christina Aguilera)
- This Is 40 (filme, 2012) - himself
- Cuatro (filme, 2013) - himself
- Broadway Idiot (filme, 2013) - himself
- Family Guy (série de TV, 2013)
- Anchorman: The Legend Continues (filme, 2013)
- Like Sunday, Like Rain (filme, 2014)